# Illustrerad Tidning
Se även, Ny Illustrerad Tidning

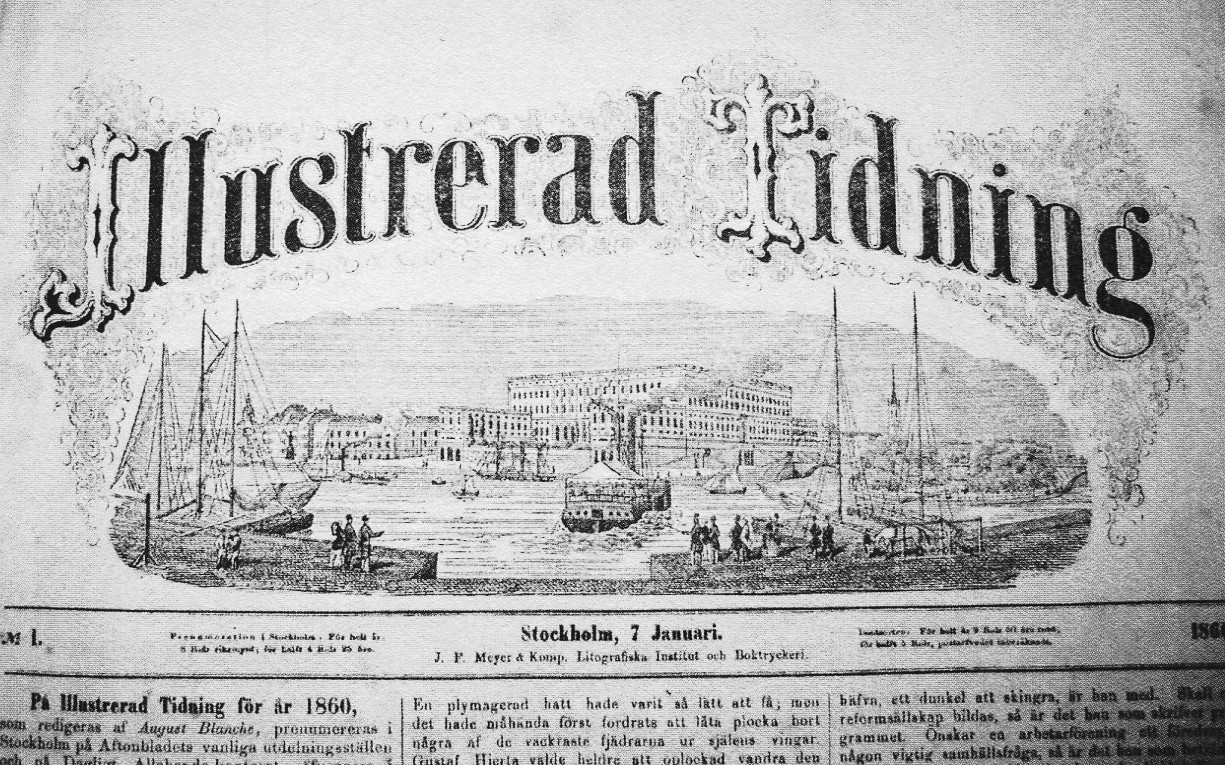
Illustrerad Tidning, 7 januari 1860.

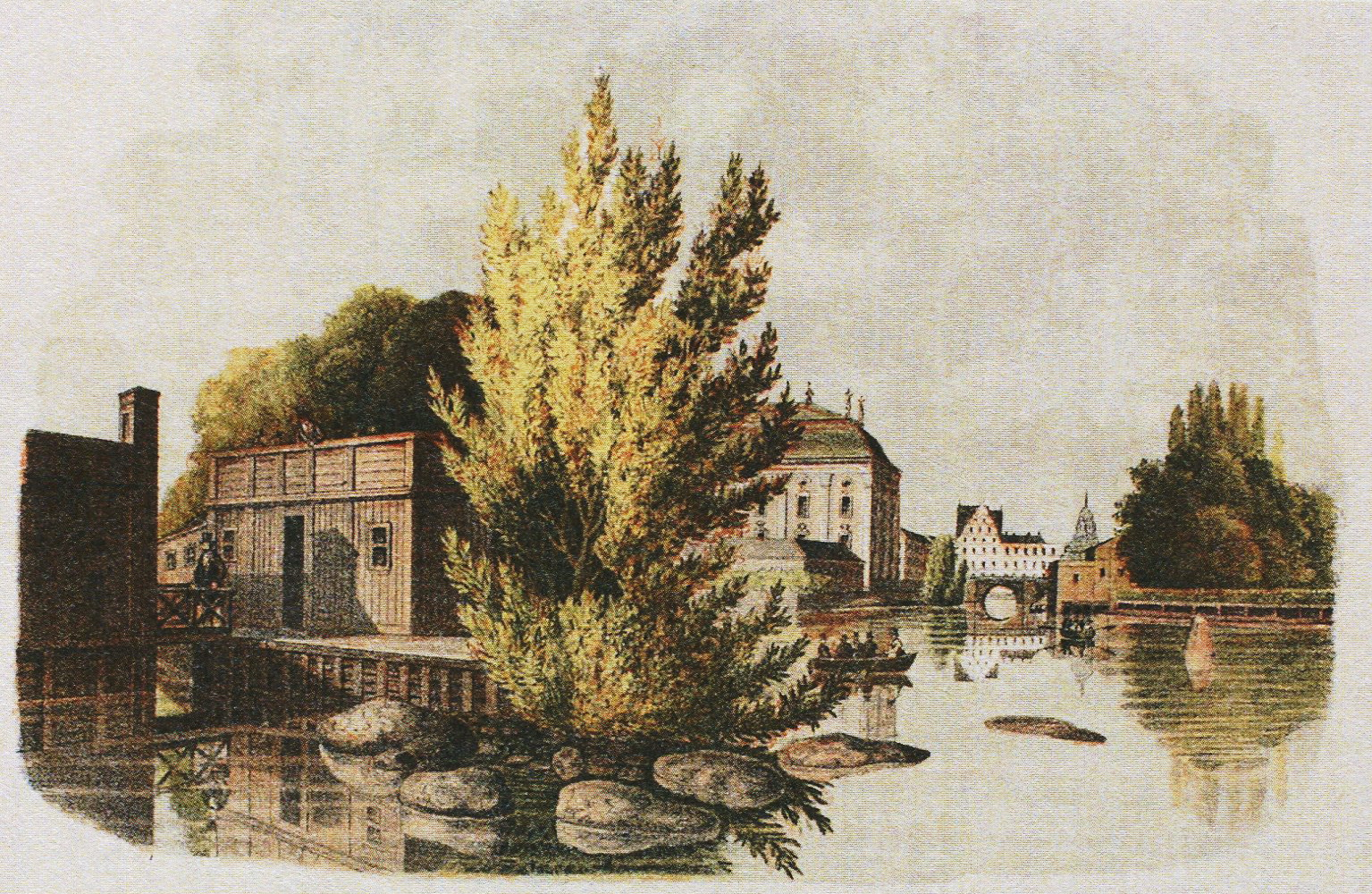
"Strömsborg och Riddarhuset", färgbilaga i Illustrerad Tidning 1859.

Illustrerad Tidning var en svensk veckotidning  som gavs ut i Stockholm från januari 1855 till december 1867.
Tidningen grundades 1854 av J. F. Meyer och Per Erik Svedbom.
Det var den första tidningen som på allvar introducerade litografiska och xylografiska reportagebilder i svensk press, närmast efter mönster av The Illustrated London News. Sin glansperiod hade den under August Blanches redaktörstid åren 1857-1863. Han publicerade där en rad av sina populära noveller, aktuella krönikor med mera. Han följdes av Johan Gabriel Carlén 1864-1866, och bland tidningens bidragsgivare märks Fredrika Bremer, Wilhelm von Braun, C.V.A. Strandberg.
Upplagan gick dock aldrig över ett par tusen exemplar och blev senare omkörd av den yngre konkurrerande tidningen Ny Illustrerad Tidning. Under en tid fortsatte man dock 1867 konkurrensen med den nya tidningen som Illustrerad tidning, den gamla och med C.H. Rydberg som redaktör, men tidningen lades ned redan samma år.